# Antropophagus
Pour plus de détails, voir Fiche technique et Distribution.
Antropophagus est un film d'horreur italien réalisé par Joe D'Amato, sorti en 1980.

## Synopsis
Des touristes arrivent sur une petite île grecque, qu'ils trouvent complètement abandonnée. En explorant les lieux ils découvrent une chambre secrète. Ils sont par la suite poursuivis par un psychopathe cannibale bien décidé à les tuer un par un.

## Fiche technique
- Titre : Anthropophagus
- Titre allemand : Man Eater - Der Menschenfresser
- Réalisation : Joe D'Amato
- Scénario : Joe D'Amato & George Eastman
- Caméraman, décors, costumes : Enrico Biribicchi
- Maquillage : Pietro Tenoglio
- Production : Joe D'Amato, George Eastman, Oscar Santaniello, Edward L. Montoro
- Montage : Ornella Micheli
- Musique : Marcello Giombini
- Photographie : Gershon Ginsburg
- Pays d'origine :  Italie
- Langue : Italien
- Format : Couleurs 35 mm (blow-up)  mono, Spherical
- Genre : Horreur
- Durée : 92 minutes
- Société de distribution : Film Ventures International (FVI), Eurogroup, Cinedaf
- Date de sortie : 9 août 1980 (Italie), 23 octobre 1981 (USA), 20 janvier 1982 (France)
- Film interdit aux moins de 18 ans lors de sa sortie en France; aux moins de 16 ans de nos jours
- Affiche : Vanni Tealdi (France)

## Distribution
- Tisa Farrow : Julie
- Saverio Vallone : Andy
- Serena Grandi : Maggie
- Margaret Mazzantini : Henriette 'Rita'
- Mark Bodin : Daniel
- Bob Larsen : Arnold
- Rubina Rey : Irina Karamanlis
- Simone Baker : 1re victime
- Mark Logan : 2e victime
- George Eastman : Nikos Karamanlis
- Zora Kerova : Carol

## Autour du film
- Un an plus tard, le même personnage d'anthropophage est à l'affiche de Horrible, sorte de suite d'Antropophagus.
- Antropophagus a fait l'objet d'un Remake : Anthropophagous 2000 d'Andreas Schnaas, sorti en 1999.
- Anthropophagus est connu pour deux scènes qui ont traumatisé et choqué de nombreuses personnes à l'époque de sa sortie [réf. nécessaire] et qui écœurent encore aujourd'hui : la scène où le psychopathe (George Eastman) arrache un fœtus du ventre de sa mère et la scène d'auto-cannibalisme qui est la plus marquante.
- Peu après la sortie de ce film, l'actrice Tisa Farrow a arrêté le métier d'actrice.